# La figlia di Iorio (opera)
La figlia di Iorio è un'opera lirica di Alberto Franchetti, su libretto di Gabriele D'Annunzio. L'opera fu rappresentata per la prima volta al Teatro alla Scala di Milano il 29 marzo 1906.

## Storia
La prima fu attesissima e tra i presenti, oltre a D'Annunzio, vi erano numerosi musicisti di fama, tra cui Giacomo Puccini, Franco Alfano e Francesco Cilea. Il primo atto fu seguito con interesse ma senza momenti di speciale entusiasmo. Nel secondo atto il momento più applaudito fu l'aria di Aligi Rinverdisca per noi di vita eterna, ma l'esito fu in complesso inferiore a quello dell'atto precedente. Nel terzo atto fu molto applaudito il finale, e l'atto parve il migliore dei tre per «svolgimento, saldezza di ambiente e vigoria drammatica». P. A. Omodei, nella recensione su La Stampa, concluse che Franchetti aveva voluto lo strumentale «semplice, tenue, fresco dal principio alla fine dell'opera» e che «pur avendo cura che la musica riuscisse commento efficace non volle mai soverchiasse la parola».
Un'opera lirica sullo stesso soggetto fu musicata anche da Ildebrando Pizzetti, e andò in scena al Teatro San Carlo di Napoli il 4 dicembre 1954.
Il manoscritto originale dell'opera è stato regalato dal figlio Arnaldo Franchetti ad una famiglia di Canazei (TN) quando si rifugiò in Val di Fassa. 
Gli interpreti della prima rappresentazione furono:
| Ruolo                 | Interprete           |
| --------------------- | -------------------- |
| Lazaro di Roio        | Eugenio Giraldoni    |
| Candia della Leonessa | Eleonora De Cisneros |
| Aligi                 | Giovanni Zenatello   |
| Ornella               | Adele D'Albert       |
| Splendore             | Teresina Ferraris    |
| Favetta               | Maria Bastia Pagnoni |
| Vienda                | Margherita Zanardi   |
| Mila di Codra         | Angelica Pandolfini  |
| Un Mietitore          | Adamo Didur          |
| Il Crocifero          | Libero Ottoboni      |
| Iona di Midia         | Mansueto Gaudio      |
| Fermo di Nerfa        | Oreste Beraldinelli  |
| Ienne dell'Eta        | Angelo Gallina       |

L'orchestra era diretta da Leopoldo Mugnone.
Maestro del Coro era Aristide Venturi

## Trama

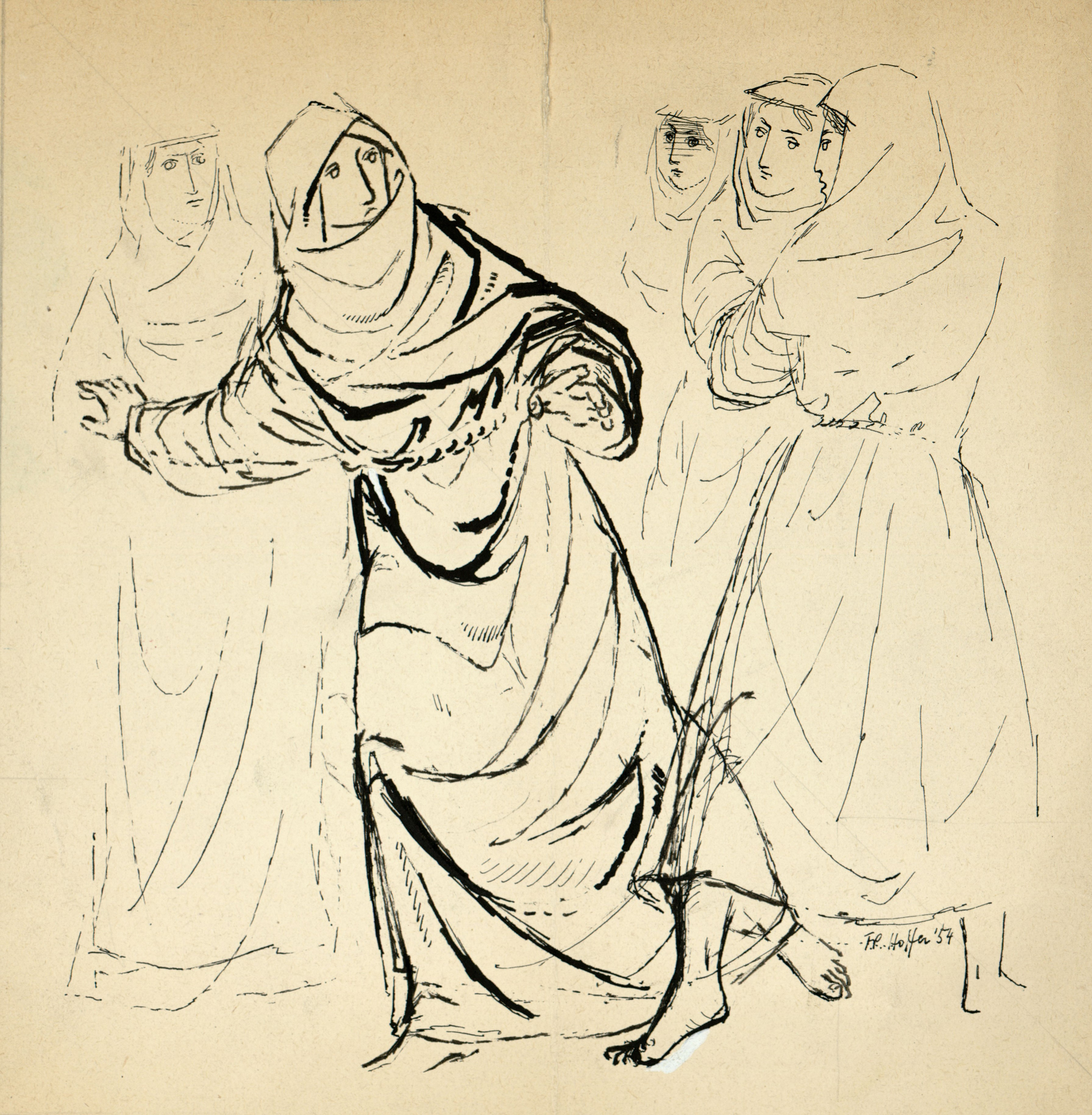
Disegno per copertina di libretto, disegno per La figlia di Iorio (1954). Archivio Storico Ricordi

L'opera, seguendo fedelmente la storia dannunziana, narra la vicenda di Aligi, giovane pastore abruzzese, che rinuncia al matrimonio con la promessa sposa Vienda dopo essersi innamorato di Mila, meretrice figlia del mago Iorio, salvata da Aligi stesso e dal padre di Aligi, Lazaro, da un tentativo di aggressione. La relazione tra Mila e Aligi fa nascere un litigio tra Aligi e Lazaro, che termina nell'uccisione di Lazaro. Aligi dovrebbe essere bruciato sul rogo, ma Mila lo salva addossandosi ogni colpa.

## Discografia
- D'Annunzio/Franchetti, La figlia di Iorio, opera suite (orchestra "Città di Verona", direttore Enrico De Mori), Inscena SRL, 2009.
- D'Annunzio/Franchetti, La figlia di Jorio, prima edizione completa e restaurata (orchestra "Città di Verona", direttore Enrico De Mori), La giovane classicità, Gardone Riviera 2014.